# Joleon Lescott
Joleon Patrick Lescott (* 16. srpna 1982, Birmingham) je bývalý anglický profesionální fotbalista a trenér. Pracoval u reprezentace U21.
Hrál za kluby: Wolverhampton Wanderers, Everton, Manchester City, West Bromwich Albion, Aston Villa, AEK Atény a Sunderland AFC.
26× nastoupil za reprezentaci, Anglii reprezentoval také v mládežnických reprezentacích.